# Paralipomena
Paralipomena este o carte din Biblia ebraică, cu denumirea de „Fapte ale zilelor", ceea ce s-ar traduce prin „întâmplări din vremile de altădată" sau, mai pe scurt, „Cronici".
Data scrierii este estimată între 538 î.H., anul edictului lui Cyrus al II-lea cel Mare, și 330, domnia lui Alexandru cel Mare. Există însă și suficiente motive să se creadă că ea a fost alcătuită în timpul lui Ezdra, după unii, chiar de către acesta.
În Septuaginta, cartea a fost împărțită în două cărți sub numele de „Paralipomena", de la grecescul paraleîpo = „a omite", „a lăsa deoparte", ceea ce, în referire directă la cele 4 Cărți ale Regilor (Cartea întâi a Regilor, Cartea a doua a Regilor, Cartea a treia a Regilor și Cartea a patra a Regilor), ar însemna „ceea ce a fost omis", „ceea ce nu s-a spus", cu subînțelesul că ea ar fi o completare a celor patru principale scrieri istorice. Astfel au apărut Cartea întâi Paralipomena și Cartea a doua Paralipomena.
Împărțirea în două cărți a fost adoptată și de Fericitul Ieronim, în Vulgata, unde sunt prezentate sub titlul: „1 și 2 Paralipomena".